# 卡斯韋爾縣 (北卡羅萊納州)
卡斯韋爾县（英語：Caswell County）是美國北卡羅萊納州北部的一個縣，北鄰維吉尼亞州。面積1,110平方公里。根据美國2000年人口普查，共有人口23,501人。縣治揚西維爾（Yanceyville）。
成立於1777年4月8日。縣名紀念兩任州長的理查·卡斯韋爾 （Richard Caswell）。